# Ludvig Munk
Ludvig Ludvigsen Munk (né en 1537 à Vejle, décédé le 8 avril 1602 en Fionie) était un fonctionnaire dano-norvégien. Il était le fils de Ludvik Munk (1500-1537), et était également appelé Ludvig Ludvigsen Munk von Schleswig-Holstein et Ludvig Munk de Nørlund.
En 1561, jeune noble mais dépourvu de titre, il sert dans la marine et  participe à la guerre de sept ans (1563-1570). Il est fait prisonnier à la bataille d’Axtorna en même temps que son beau-père Christoffer Urn. Il  déménage à Trondheim, en 1571, et y devient lensherre de Trøndelag, Jemtland et Herjedalen jusqu'en 1577. Puis en 1577 il devient seigneur d'Akershus et Gouverneur général de Norvège de 1577 à 1583. Après 1583, il a été lensherre de Hedmark (1587), puis de Lister (1588-1589) et à partir de 1589 à nouveau Trøndelag. Il fut un seigneur très controversé.
Il a eu avec la jeune Ellen Marsvin (1572-1649) une fille, Kirsten Munk (1598-1658), qui en 1615 devint la seconde femme du roi Christian IV.